# Cornus
Cornus je naselje in občina v južnem francoskem departmaju Aveyron regije Jug-Pireneji. Leta 2007 je naselje imelo 501 prebivalca.

## Geografija
Kraj leži v pokrajini Rouergue ob reki Dèvre 36 km jugovzhodno od Millaua.

## Uprava
Cornus je sedež istoimenskega kantona, v katerega so poleg njegove vključene še občine Le Clapier, Lapanouse-de-Cernon, Marnhagues-et-Latour, Fondamente, Saint-Beaulize, Sainte-Eulalie-de-Cernon, Saint-Jean-et-Saint-Paul in Viala-du-Pas-de-Jaux s 1.571 prebivalci.
Kanton Cornus je sestavni del okrožja Millau.

## Zanimivosti
- stolp d'Aiguillon,
- dvorec Château de Sorgues.
- muzej tradicije južnega Aveyrona.